# Kam Hugh
Kam Hugh, nom de scène de Camille Chailan, né à Aubenas (Ardèche) le 14 juillet 1998, est un youtubeur, maquilleur et drag queen français ayant participé à la première saison de Drag Race France en 2022 et à la première saison de Drag Race France All Stars.

## Biographie

### Enfance et adolescence
Camille a grandi à Aubenas, en Ardèche, avec son frère jumeau William, son père, et sa mère qui a pendant un temps exercé en tant que maquilleuse professionnelle. Il a commencé à se maquiller au collège, et apprend beaucoup sur YouTube. Il passe un bac ES avec options économie approfondie, européenne et théâtre et quitte l'Ardèche pour s'installer à Lyon. Camille est aujourd'hui diplômé d'un BTS de l’école Peyrefitte de Lyon en Métiers de l’Esthétique Cosmétique Parfumerie. Après avoir terminé ses études, il travaille pendant cinq ans chez Make Up For Ever Paris.

### Vie privée
Kam Hugh est en couple avec le coiffeur et artiste drag Christophe Mecca.

## Carrière

### Réseaux sociaux
Kam Hugh lance en 2015 sa chaîne YouTube spécialisée dans les tutoriels de maquillage et devient ainsi l’un des premiers garçons français à se maquiller sur les réseaux sociaux et sur YouTube. En 2017, à la suite d'un concours, il collabore pendant un an avec la marque L'Oréal dans le cadre de Beauty Tube.
Kam participe à un podcast YouTube avec Enjoy Phoenix en février 2023 et participe de manière ponctuelle à des podcasts audios (Elle debriefe notamment).

### Drag

#### Débuts
Kam Hugh découvre RuPaul's Drag Race avec la saison 8 et la queen Kim Chi, et réalise son premier make-up drag en 2017. Il débute en tant que « club kid » avant de se consacrer pleinement à l'art drag queen. Son drag est très tourné sur la mode et le maquillage, dans un style « joyeux et pétillant ». Elle travaille avec le costumier Aymerick Zana, qui collabore aussi avec Keiona et Paloma.
Kam Hugh réalise sa première performance drag en décembre 2018 au Jeudi Barré et remporte ce jour-là le prix du public. La rencontre de Kam Hugh avec Cookie Kunty lui permet d'avoir les contacts pour se produire. Elle apparaît pour la première fois dans un magazine en 2018 (Gala) et est également la première drag queen à avoir son portrait dans le magazine Elle, en 2021,. 

#### Drag Race France
Kam Hugh fait partie du casting de la saison 1 de Drag Race France. Elle voit sa participation comme un soulagement, qui lui permet à long terme de mieux financer son drag, devenu particulièrement couteux financièrement.
Première drag queen à entrer dans la work room de Drag Race France, Kam Hugh remporte l'épisode 3 (Ball) et charme les spectateurs par ses looks très travaillés de style haute couture : smoking gris aux ailes imitant un pigeon ou robe parsemée de croissants. Elle se fait ensuite éliminer durant le 4e épisode (Snatch Game) face à la Big Bertha, en présentant un lipsync sur DJ de Diam's. 
Pour la saison 1 comme pour la saison 2, Kam Hugh organise des « viewings » dans des bars parisiens et a également organisé des viewings pour la diffusion de la franchise belge. Dans le cadre de la saison 2, Kam présente un nouveau format sur sa chaîne YouTube : Enchantée, dans lequel il reçoit chaque semaine la candidate éliminée. Drag Race France reçoit le Q d'or du « phénomène télévisuel de l'année » en février 2022. Kam Hugh est présente pour récupérer le prix et est accompagnée de Paloma et de la Big Bertha. Kam participe aux victoires de la musique le 10 février 2023 en partageant la scène avec Clara Luciani aux côtés de Paloma, Elips et la Briochée.

#### Après 2022
Kam Hugh est la première drag queen française à collaborer avec des marques telles que Sephora, Erborian, Nyx, Natasha Denona et Garnier dont elle devient l'égérie pour une campagne mondiale en juin 2023. Elle participe à la campagne Printemps du mois d’août 2022 avec La Grande Dame. Kam rejoint l'agence Pop Models Agency en mai 2022. Kam monte sur la scène de l'Accor Arena durant un concert de Clara Luciani en janvier 2023 avec Paloma, Elips, Lolita Banana et La Big Bertha. Elle performe également à la Défense Arena en novembre 2022 pour la grande finale de Supersevens et partage la pelouse à la mi-temps avec Nicky Doll, Lolita Banana, La Kahena, Minima Gesté et Misty Phoenix.

## Militantisme
Kam Hugh participe à la première marche des fiertés d'Aubenas, en 2022 ; elle fait aussi partie de l'évènement Têtu Connect, qui travaille à une meilleure inclusion des personnes LGBTQI+ dans le monde du travail.

## Télévision
- 2019 :
  - Beauty Match : candidate
- 2022 :
  - Drag Race France : candidate, 7e place (saison 1)
  - Drama Queens, chez Paloma : invitée de l’épisode 6
- 2023 :
  - Drag Race France : invitée (saison 2, épisode 2)
- 2024 :
  - Cérémonie d'ouverture des Jeux olympiques d'été de 2024 : artiste
- 2025 :
  - Drag Race France All Stars : candidate (saison 1)

## Mode
Kam Hugh participe au Fashion Freak Show de Jean-Paul Gautier. Après avoir été invitée à plusieurs défilés (Kevin Germanier, Victor Weinsanto, Etam, Rochas, etc.), Kam Hugh défile pour la première fois pour Ronald van der Kemp en janvier 2023, et pour Windowsen, en octobre 2023.

## Filmographie

### Cinéma
- Dogman - Luc Besson - 2023
- Osmosis - Audrey Fouché - 2019

### Clips
- Love l'artère - Paloma - 2022
- I Love Men- Forever Arielle - 2022

## Discographie
- La Banane - 2022